# طارق مصاروة
طارق سليم سليمان مصاروة (29 ديسيمبر 1936- 21 أبريل 2019)، صحفي ووزير أردني سابق. ولد في مادبا

## الخبرات العملية
عمل مستشاراً في ملاك رئاسة الوزراء في الفترة 10/8/1995- 9/4/1997. كما شغل منصب وزير الثقافة عام 2011. يعمل في الصحافة منذ حوالي 50 عاماً، إذ يكتب في صحيفة الرأي الأردنية مقالات سياسية يومية.
أما أهم المناصب التي شغلها فهي:
- عضو في مجلس الأعيان العشرون 2003-2005
- محرر ومعلق سياسي في الإذاعة - 1959
- رئيس الدائرة السياسية في وزارة الإعلام - 1965
- مستشار في رئاسة الوزراء في قطر - 1971
- مدير برامج الإذاعة - 1975
- مدير إداري صحيفة الدستور - 1977
- مدير عام ورئيس تحرير صحيفة الشعب - 1985
- مدير عام شركة الإنتاج التلفزيوني -1986
- مساعد ثقافي في أمانة عمان الكبرى - 1989
- مستشار في رئاسة الوزراء/درجة عليا - 1985